# Kenora
Kenora – miasto (ang. city) w Kanadzie, w prowincji Ontario, w dystrykcie Kenora.
Powierzchnia Kenora to 211,08 km². Według danych spisu powszechnego z roku 2001 Kenora liczy 15 838 mieszkańców (75,03 os./km²).